# Pseudotremia merops
Pseudotremia merops är en mångfotingart som beskrevs av Shear 1972. Pseudotremia merops ingår i släktet Pseudotremia och familjen Cleidogonidae. Inga underarter finns listade i Catalogue of Life.